# 크리스마스 인 아프리카
《크리스마스 인 아프리카》(영어: Holiday in the Wild)는 2019년 넷플릭스에서 방영한 미국의 로맨스, 코미디, 드라마 영화이다. 어니 바바리쉬가 감독을 닐 H. 도브로프스키, 티피 도브로프스키가 각본을 맡았다.

## 출연
주연
- 로브 로우 : 데릭 역
- 크리스틴 데이비스 : 케이트 역

출연
- 존 오웬 로우
- 스티벨 마크 : 존 역
- 콜린 모스 : 드류 콘래드 역
- 탄디 푸렌 : 트리쉬 역

## 기타
- 기획 : 데이빗 플레밍, 아만다 필립스 앳킨스, 지미 타운젠드

## 같이 보기
- 크리스마스 영화 목록